# Okrajno glavarstvo v Ljubljani
Okrajno glavarstvo v Ljubljani je bil politični okraj v vojvodini Kranjski. Okraj je obsegal dele Gorenjske v okolici Ljubljane, sedeža okrajnega glavarstva je bil v Ljubljani.
Območje je po 1. svetovni vojni s senžermensko mirovno pogodbo leta 1919 pripadlo Kraljevini Jugoslaviji, od leta 1991 pa je del Republike Slovenije.

## Zgodovina
| leto | Površina (km²) | Število prebivalcev | Slovenščina kot materni jezik | Nemščina kot materni jezik |
| ---- | -------------- | ------------------- | ----------------------------- | -------------------------- |
| 1880 |                | 54.057              | 53.289                        | 593                        |
| 1890 |                | 57.669              | 56.761                        | 632                        |
| 1900 | 913.28         | 59.828              | 58.744                        | 879                        |
| 1910 | 905.42         | 62.072              | 61.290                        | 391                        |

Moderni politični okraji Habsburške monarhije so nastali v letih 1867/68 z ločitvijo politične od sodne veje oblasti.
Ljubljansko okrožje je bilo 10. marca 1867 izločeno iz Sodnijškega [sic] okraja Ljubljana in Vrhnika, kjer slednja ni bila del okraja.
V okraju je leta 1869 živelo 50.519 prebivalcev v 8021 hišah.
Okraj je imel leta 1880 54.057 prebivalcev, od tega 53.289 prebivalcev s slovenščino kot vsakdanjim jezikom, 593 prebivalcev pa je vsakodnevno uporabljalo nemščino.
Leta 1910 je v okraju živelo 62.072 ljudi, od tega 61.290  (98,7 %) slovensko govorečih in 391 (0,6 %) nemško govorečih.
Zaradi mejnih predpisov z 10. septembra 1919 je s senžermensko mirovno pogodbo celotno ljubljansko okrožje pripadlo Kraljevini Jugoslaviji.